# Wenden (Arizona)
Wenden ist ein Census-designated place im La Paz County im US-Bundesstaat Arizona. Das U.S. Census Bureau hat bei der Volkszählung 2020 eine Einwohnerzahl von 458 ermittelt. Wenden hat eine Fläche von 38,5 km². 
Das Dorf wird vom U.S. Highway 60 tangiert.